# Morning Musume Concert Tour 2007 Aki ~Bon Kyu! Bon Kyu! Bomb~
Albums de Morning Musume
Concert Tour 2007 Spring
(2007) Concert Tour 2008 Haru
(2008)
Morning Musume Concert Tour 2007 Aki ~Bon Kyu! Bon Kyu! Bomb~ (モーニング娘。コンサートツアー2007秋 ~ボン キュッ! ボン キュッ! BOMB~) est une vidéo musicale (DVD) du groupe de J-pop Morning Musume, la dix-septième d'un concert du groupe.

## Présentation
La vidéo sort au format DVD le 14 février 2008 au Japon sous le label zetima (elle sera rééditée au format Blu-Ray le 6 novembre 2013). Le DVD atteint la 2e place à l'Oricon. Il se vend à 14 913 exemplaires la première semaine et reste classé pendant cinq semaines, pour un total de 20 092 exemplaires vendus durant cette période.
Le concert avait été filmé trois mois auparavant, le 25 novembre 2007 dans la salle Tokyo Kousei Nenkin Kaikan, en promotion de la compilation de "faces A" de singles Morning Musume All Singles Complete ~10th Anniversary~ sortie un mois auparavant, dont six des titres sont interprétés (dont un inédit). Onze autres titres du groupe sont interprétés : les deux titres du single Mikan sorti quatre jours auparavant, quatre titres parus en "faces B" de singles, et cinq titres tirés des divers albums du groupe.
Trois de ces titres ne sont interprétés que par quelques membres du groupe. L'une des membres, Koharu Kusumi, interprète en solo la chanson de son quatrième single sorti en tant que Tsukishima Kirari starring Kusumi Koharu. Une autre, Ai Takahashi, interprète en solo un titre du groupe Mini Moni issu de l'album Mini Moni Songs 2.
Un autre groupe du Hello Project, V-u-den (avec l'ex-membre Rika Ishikawa), est invité à interpréter quatre de ses titres et à chanter sur deux titres de Morning Musume, deux de ces titres étant interprétés par les deux groupes ensemble et un par Aika Mitsui avec V-u-den.

## Participantes
- Morning Musume
  - 5e génération : Ai Takahashi, Risa Niigaki
  - 6e génération : Eri Kamei, Sayumi Michishige, Reina Tanaka
  - 7e génération : Koharu Kusumi
  - 8e génération : Aika Mitsui, Jun Jun, Lin Lin
- V-u-den : Rika Ishikawa, Erika Miyoshi, Yui Okada

## Liste des titres
| 1.  | Opening | Présentation                                   |  |
| 2.  | Bon Kyu! Bon Kyu! Bomb Girl (ボン キュッ! ボン キュッ! BOMB GIRL)                                                                         | du single Mikan                                |  |
| 3.  | Mikan (みかん) | de l'album Platinum 9 Disc                     |  |
| 4.  | Hand Made City (Hand made CITY) | du single Kanashimi Twilight                   |  |
| 5.  | MC 1 (par Morning Musume & V-u-den) | Présentation                                   |  |
| 6.  | Kacchoii ze! JAPAN (カッチョイイゼ! JAPAN (par Morning Musume & V-u-den)                                                                  | de l'album Suite Room Number 1 de V-u-den      |  |
| 7.  | Please! Jiyuu no Tobira (Please! 自由の扉)                                                                                                | du single Onna ni Sachi Are                    |  |
| 8.  | Kanashimi Twilight (悲しみトワイライト)                                                                                                   | de All Singles Complete et Platinum 9 Disc     |  |
| 9.  | MC 2 | Présentation                                   |  |
| 10. | Chance! (チャンス! (par Koharu Kusumi) | de l'album Kirarin Land de Tsukishima Kirari   |  |
| 11. | Suki na Senpai (好きな先輩) (par Junjun et Linlin)                                                                                        | de l'album 4th Ikimasshoi!                     |  |
| 12. | Shanimuni Paradise (シャニムニ パラダイス (Takahashi, Niigaki, Kamei, Tanaka)                                                             | de l'album Sexy 8 Beat                         |  |
| 13. | Ikimasshoi! (いきまっしょい!) | de l'album 4th Ikimasshoi!                     |  |
| 14. | MC 3 | Présentation                                   |  |
| 15. | Jaja Uma Paradise (じゃじゃ馬パラダイス (par V-u-den)                                                                                     | de l'album V-u-den Single Best 9 de V-u-den    |  |
| 16. | MC 4 (par V-u-den) | Présentation                                   |  |
| 17. | Bi ~Hit Parade~ (美 ~Hit Parade~) (par V-u-den)                                                                                           | du single Kacchoii ze! JAPAN de V-u-den        |  |
| 18. | Koisuru Angel Heart (恋する♡エンジェル♡ハート (par V-u-den)                                                                               | de l'album V-u-den Single Best 9 de V-u-den    |  |
| 19. | Otoko Tomodachi (男友達) (par "Mitsui Aika with V-u-den")                                                                                 | de l'album 4th Ikimasshoi!                     |  |
| 20. | VTR Corner (...) (VTRコーナー (人形劇))                                                                                                   | Présentation                                   |  |
| 21. | Gyutto Dakishimete (ぎゅっと抱きしめて) (par Ai Takahashi)                                                                                | de l'album Mini Moni Songs 2 de Mini Moni      |  |
| 22. | How do You Like Japan? ~Nihon wa Donna Kanji Dekka?~ (HOW DO YOU LIKE JAPAN? ~日本はどんな感じでっか?~)                                   | de l'album Rainbow 7                           |  |
| 23. | Shabondama (シャボン玉) | des albums All Singles Complete et Best! 2     |  |
| 24. | Nature is good! (NATURE IS GOOD!) | du single Osaka Koi no Uta                     |  |
| 25. | MC 5 | Présentation                                   |  |
| 26. | Ambitious! Yashinteki de Ii Jan (Ambitious! 野心的でいいじゃん)                                                                           | des albums All Singles Complete et Sexy 8 Beat |  |
| 27. | Go Girl ~Koi no Victory~ (Go Girl ~恋のヴィクトリー~)                                                                                     | des albums All Singles Complete et Best! 2     |  |
| 28. | Love & Peace! Hero ga Yattekita. (ラヴ&ピィ~ス! HEROがやって来たっ。)                                                                     | du single The Manpower!                        |  |
| 29. | Hello to You ~Hello! Project 10 Shuunen Kinen Theme~ (HELLO TO YOU ~ハロー! プロジェクト10周年記念テーマ~) (par Morning Musume & V-u-den) | de l'album All Singles Complete                |  |
| 30. | MC 6 (par Morning Musume & V-u-den) | Présentation                                   |  |
| 31. | Onna ni Sachi Are (女に 幸あれ) | de All Singles Complete et Platinum 9 Disc     |  |
| 32. | Bon Kyu! Bon Kyu! Bomb girl (ボン キュッ! ボン キュッ! BOMB GIRL)                                                                         | du single Mikan                                |  |